# 蒲原町
蒲原町（かんばらちょう）は、かつて静岡県庵原郡にあった町。2006年（平成18年）3月31日、静岡市に編入合併され、清水区の一部となった。

## 地理

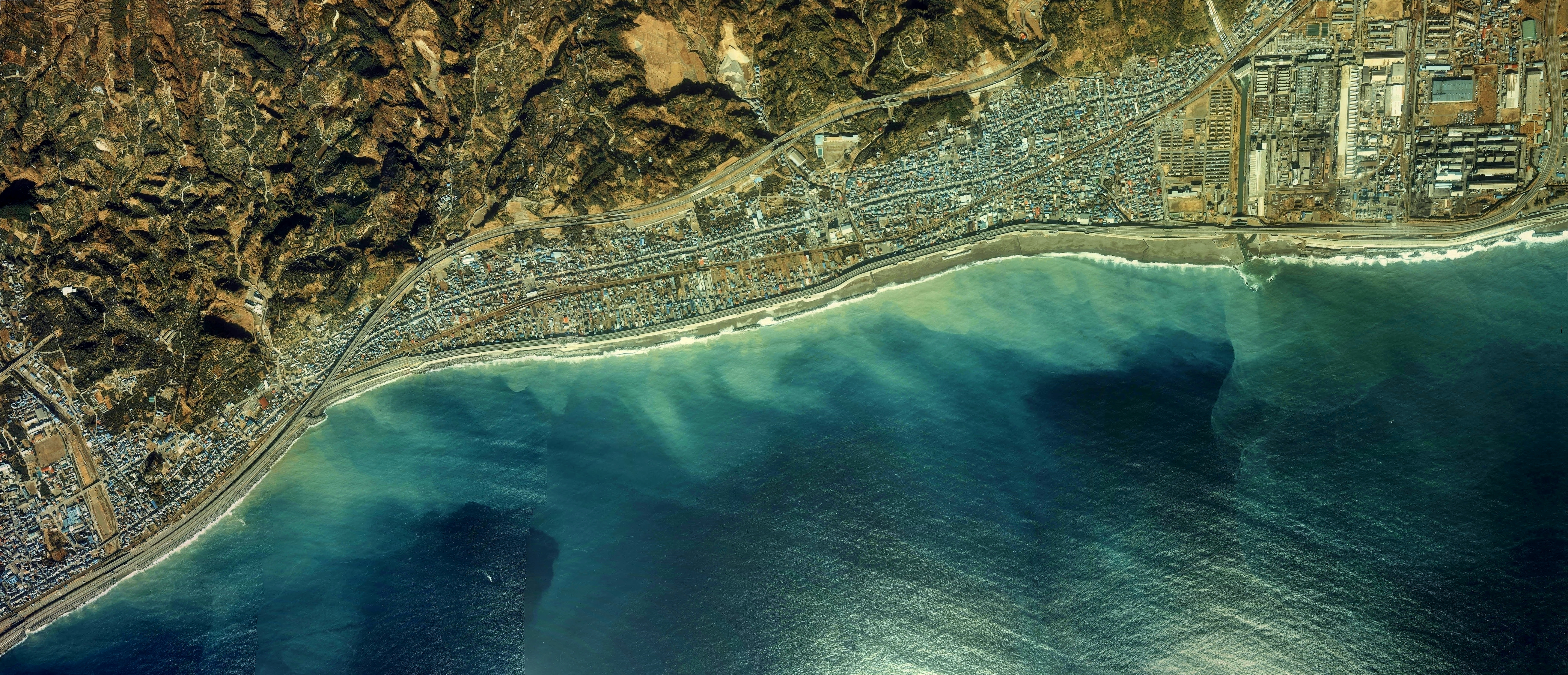
蒲原町中心部の空中写真。1983年撮影の4枚を合成作成。
。

静岡県中部、由比町を挟んで静岡市（旧清水市域）の東側、富士市や富士川の西側に位置し、南側は駿河湾に面していた。町の北部は山地であり、市街地は南部の海岸沿いの平坦地に形成されていた。
古くから東西交通の要地とされ、江戸時代には東海道15番目の宿場町である蒲原宿が置かれた（現在の東海道本線新蒲原駅付近）。歌川広重の「東海道五十三次」にも当地が描かれている。現代においても、国道1号、東名高速道路、東海道本線、東海道新幹線といった東京と大阪を結ぶ交通の大動脈が並行して町域を横断する交通の要衝であった。
- 河川：富士川

### 隣接していた自治体
- 富士市
- 庵原郡
  - 由比町
  - 富士川町

## 歴史
- 江戸時代 - 蒲原宿が置かれる。

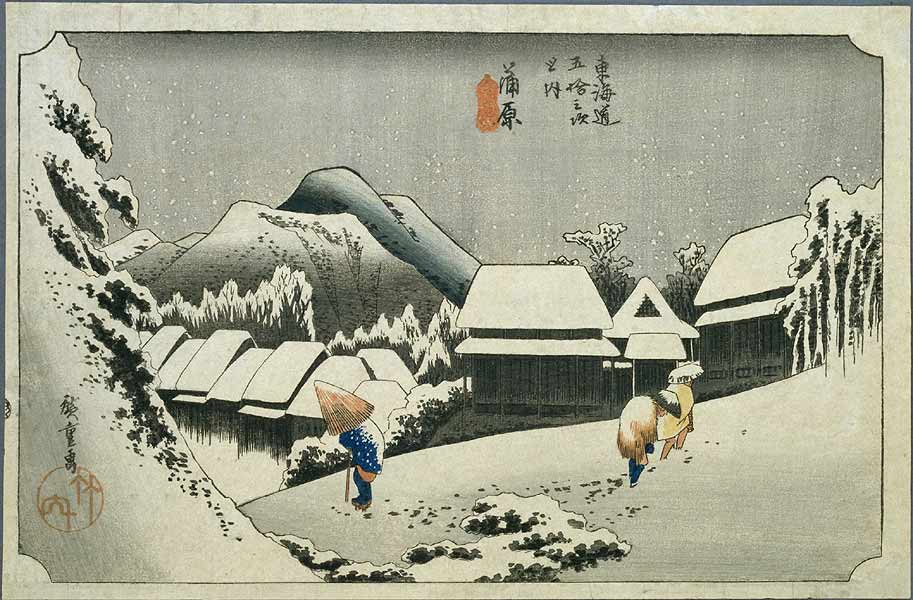
東海道五十三次・蒲原宿

- 1889年（明治22年）10月1日 - 町村制施行に伴い、庵原郡蒲原宿・小金村・中村・堰沢村・神沢村が合併し、蒲原町となる。
- 1957年（昭和32年）10月25日 - 第12回国民体育大会開催に合わせて昭和天皇、香淳皇后が行幸啓。日本軽金属蒲原工場を視察[2]。
- 2006年（平成18年）3月31日 - 静岡市に編入合併され、清水区の一部となる。

## 行政

### 町長
- 町長 - 石川豊治（2006年3月31日をもって失職）

### 姉妹都市
- アメリカ合衆国インディアナ州シェルビービル市

### 合併問題
由比町・蒲原町・富士川町の庵原郡3町は、庵原郡合併問題等調査研究会を設けて合併交渉を行っていたが、富士川町の様相から合併特例法（旧法）の期限内の合併が無理と判断した。2003年（平成15年）7月15日に正式に調査研究会を解散し、自治体合併については各町それぞれで独自路線を歩むことが確認された。結果的に、由比町と蒲原町はそれぞれ静岡市と1市1町の法定合併協議会を設置してきたが、由比町は合併調印後の由比町議会の否決により、静岡市との合併が不成立となった。蒲原町は、極めて異例の議員発議の結果を参考とするとした住民投票があり、住民投票では合併否決の結果が出たが、これと由比町の結果の双方を踏まえ、蒲原町議会は飛地としての静岡市との合併を決めた。この結果、蒲原町は2006年（平成18年）3月31日に静岡市と合併した。合併後、市議会議員選挙では合併賛成派として町長選に出馬し敗れていた山根田鶴子を市議として選出（山根氏はその後、静岡市議会初の女性副議長、更には初の女性議長に就任）。
その後、2007年（平成19年）4月22日の由比町長選挙では合併推進派の望月俊明が当選し、由比町議会でも合併賛成の議員が過半数となったことから、由比町は静岡市と合併協議を再開した。その結果、由比町は2008年（平成20年）11月1日に静岡市清水区へ編入され、蒲原地区の飛地状態は解消された。

## 産業

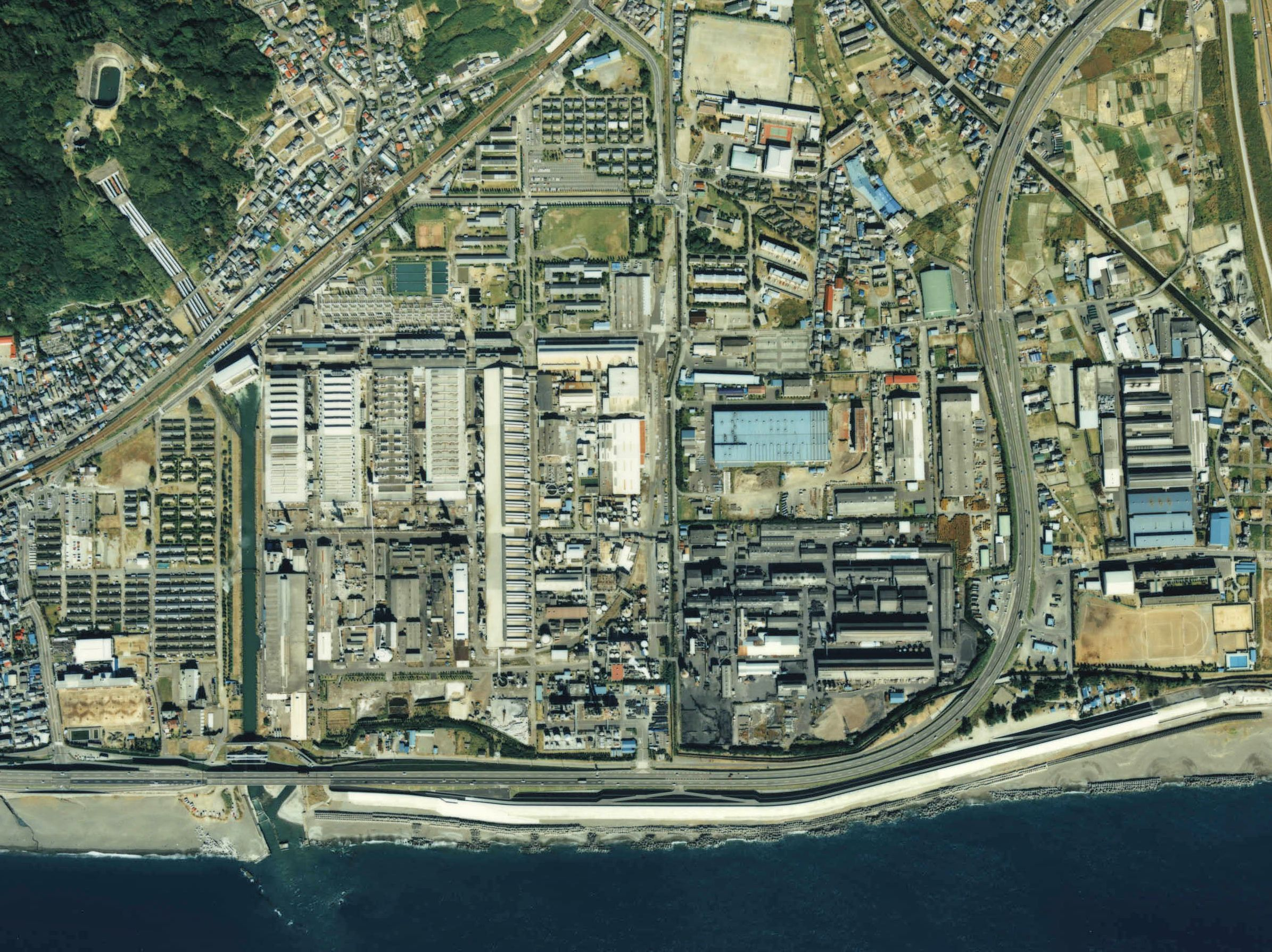
日本軽金属・蒲原工場

### 漁業
水産業が盛んであり、中でもサクラエビの漁獲が多い。それに伴い、缶詰工場・加工工場が集中している。またイルカ食の文化があり、中でもイルカの鰭を薄切りにして塩漬けにした「すまし」と呼ばれる料理が有名である。イルカの鰭はそのまま食べると臭みがある他ゴムにような食感で、食べる人を選ぶが、炙ったりすると脂がはぜて香ばしくなり、食感もよくなるという。また味噌汁の具にすると風味が緩和され、汁にもコクがでて美味だという。なおイルカ食の文化自体は静岡県を含む日本各地に存在するが、鰭を食べる文化があるのは県内でも蒲原等ごく一部なのであるという。
- 蒲原漁港

### 娯楽
- 桜座 - 映画館[6]
- 蒲原映画劇場 - 映画館[6]

### 名産品
- サクラエビ
- 蒲原いわしカレー

### 工業
富士川右岸の工業地帯を中心とし、自動車部品・アルミニウム関連製造会社・化学工業・工業用ゴムの製造会社が集中している。その中で日本軽金属が富士川水系の柿元ダムと雨畑ダムの水力発電（自家発電）による電力を利用して、2014年3月まで日本で唯一のアルミニウム製錬を行っていた。発電用の水は富士川上流付近で採取し、地下に埋設された送水管を通って供給されている。
東京タワーなどの鉄塔の塗装を専門とする「鋼橋塗装」の職人を多く輩出している。

## 教育

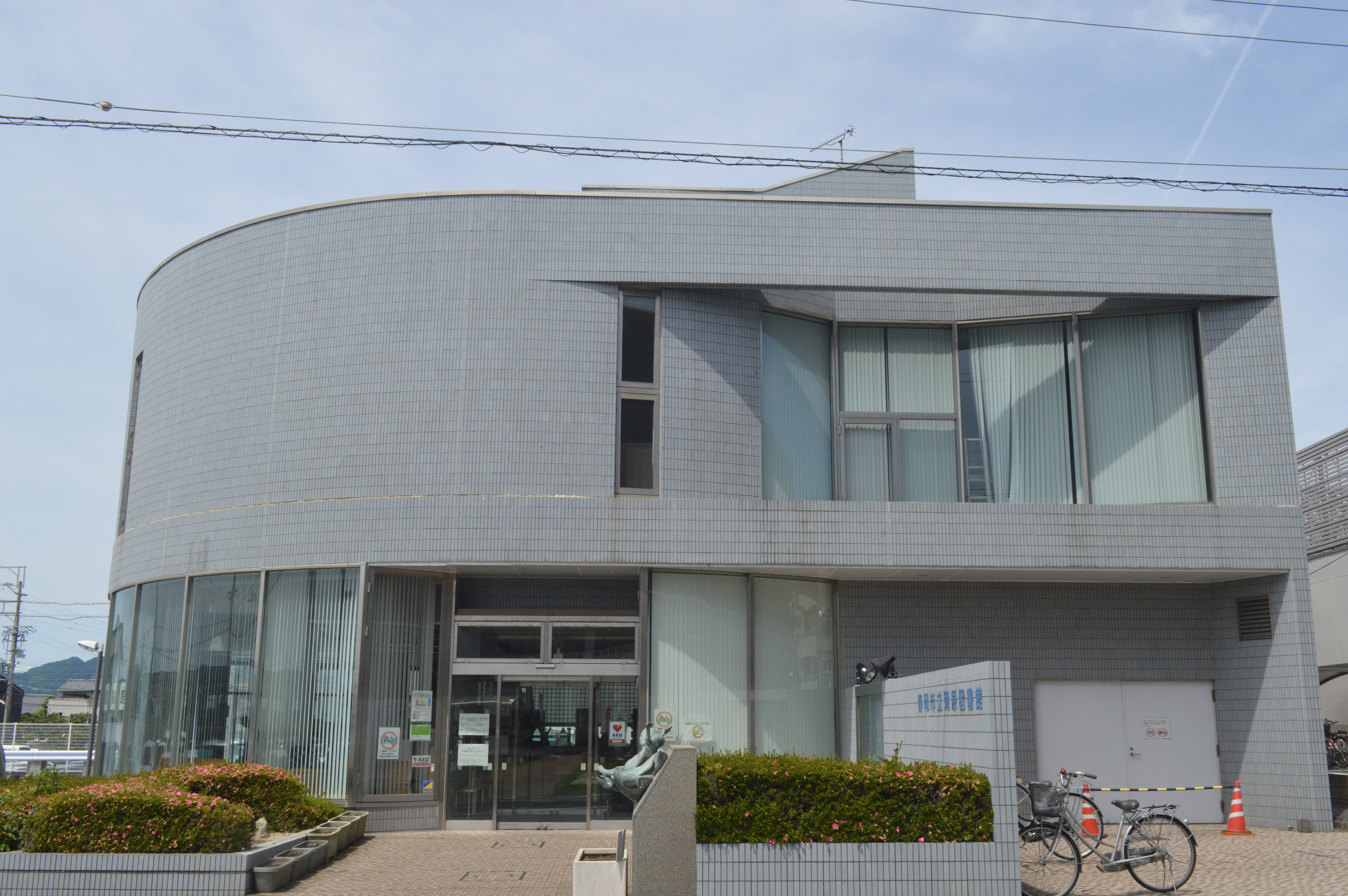
蒲原町立図書館

### 中学校
- 蒲原町立蒲原中学校

### 小学校
- 蒲原町立蒲原東小学校
- 蒲原町立蒲原西小学校

### 図書館
- 蒲原町立図書館

## 交通

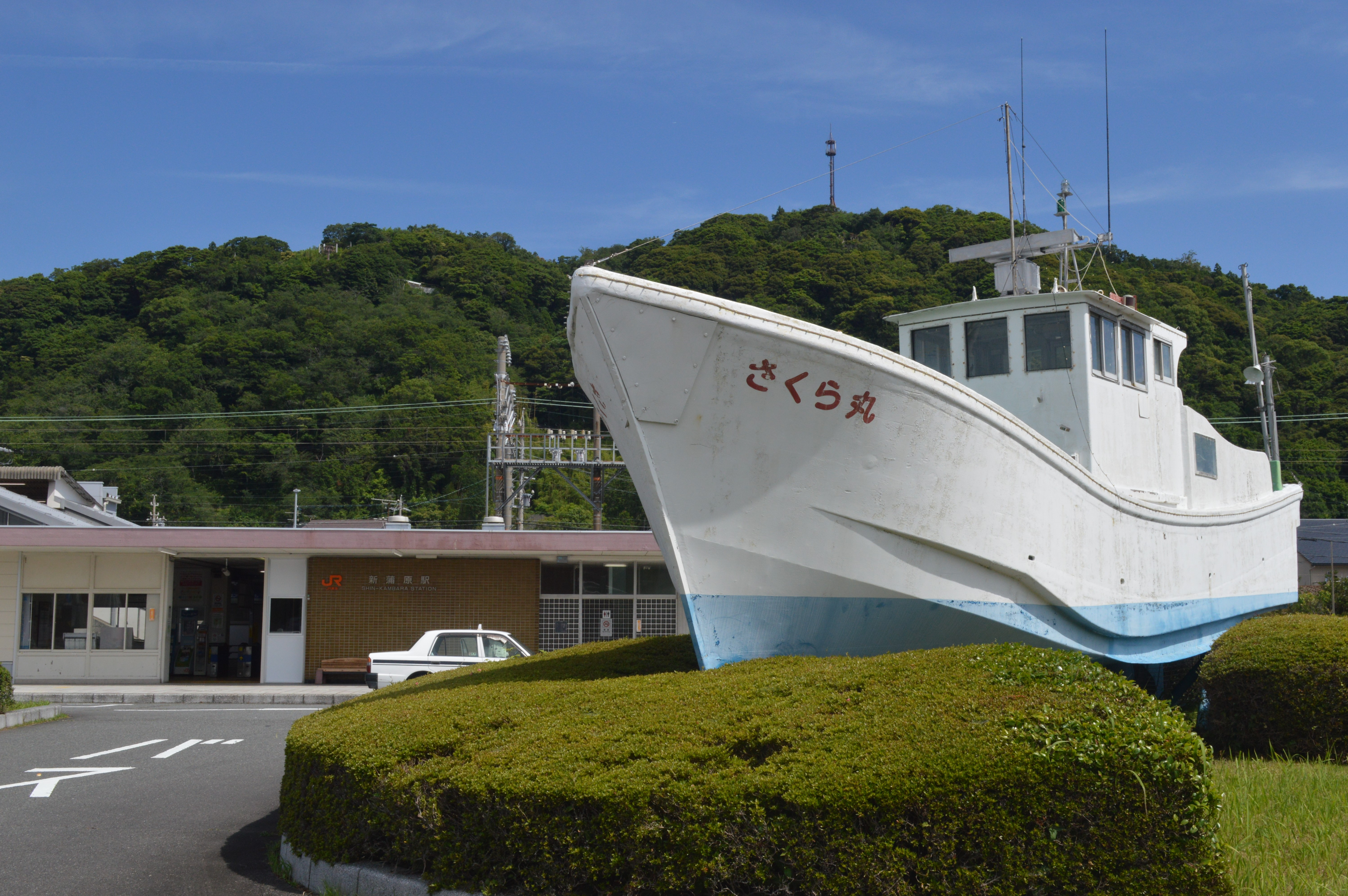
新蒲原駅

### 鉄道
- 東海旅客鉄道（JR東海）
  - 東海道本線：新蒲原駅 - 蒲原駅
- 中心となる駅：新蒲原駅

### 道路

#### 高速道路
- 東名高速道路
  - 蒲原バスストップ

#### 一般国道
- 国道1号
  - 富士由比バイパス

#### 都道府県道
- 静岡県道396号富士由比線

## 名所・旧跡・観光スポット
- 旧五十嵐歯科医院 - 1914年（大正3年）に改装された洋風建築であり、現在は展示施設。登録有形文化財。
- 志田家住宅 - 安政年間（1855年-1860年）に再建された商家であり、現在は展示施設。登録有形文化財。
- 旧和泉屋（お休み処） - 江戸時代の旅籠であり、現在は展示体験施設。登録有形文化財。
- 鈴木家住宅 - 店舗兼主屋が登録有形文化財。
- 吉田家住宅 - 主屋と石塀が登録有形文化財。
- 木屋江戸資料館 - 江戸時代の土蔵。渡邊家土蔵（三階文庫）として静岡市指定有形文化財。
- 蒲原城址 - 静岡市指定有形文化財。
- 青山荘 -　田中光顕伯爵の別荘。和洋折衷の白亜の洋館。現在、日本軽金属の迎賓館[8]。

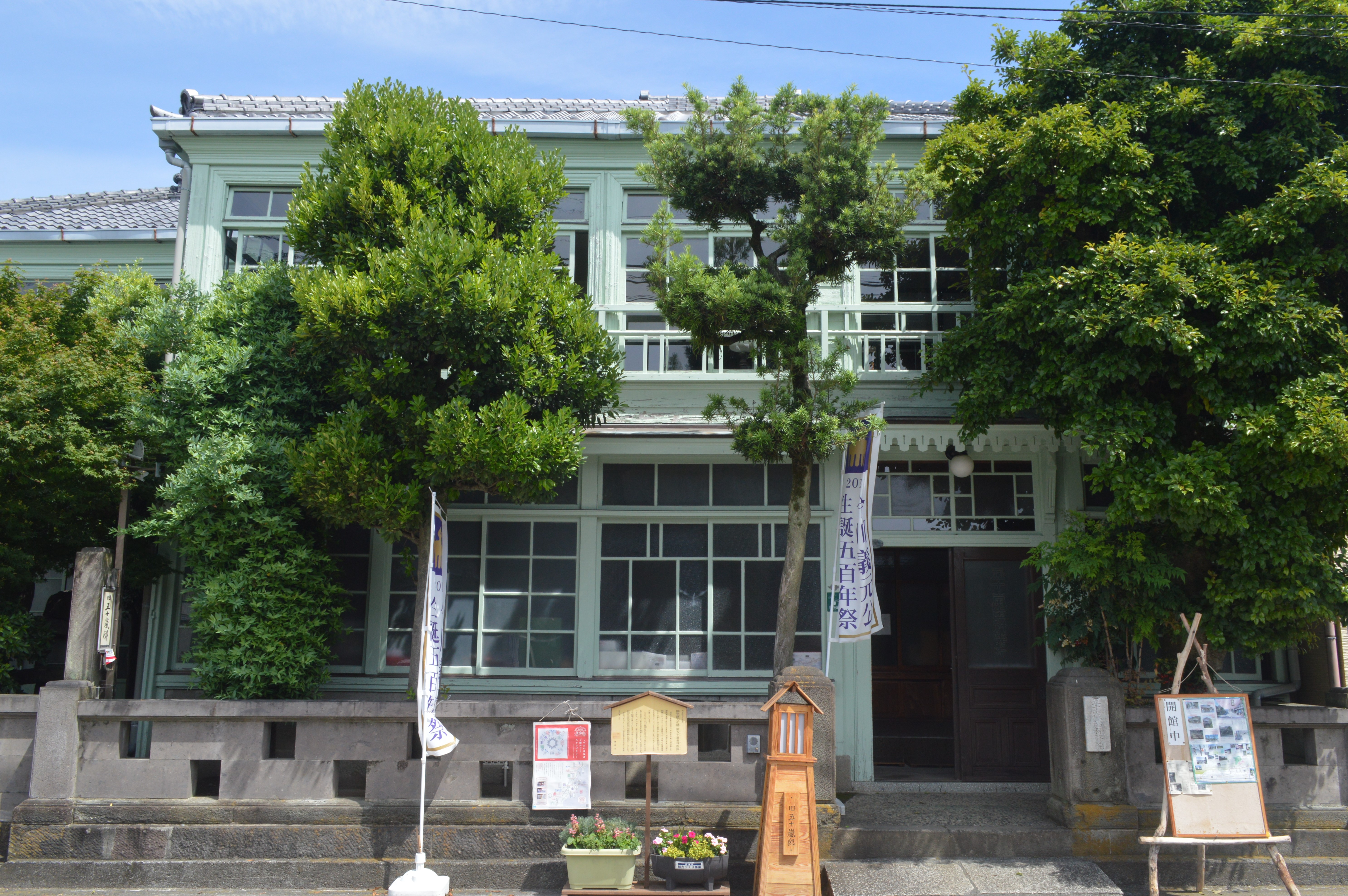
旧五十嵐歯科医院
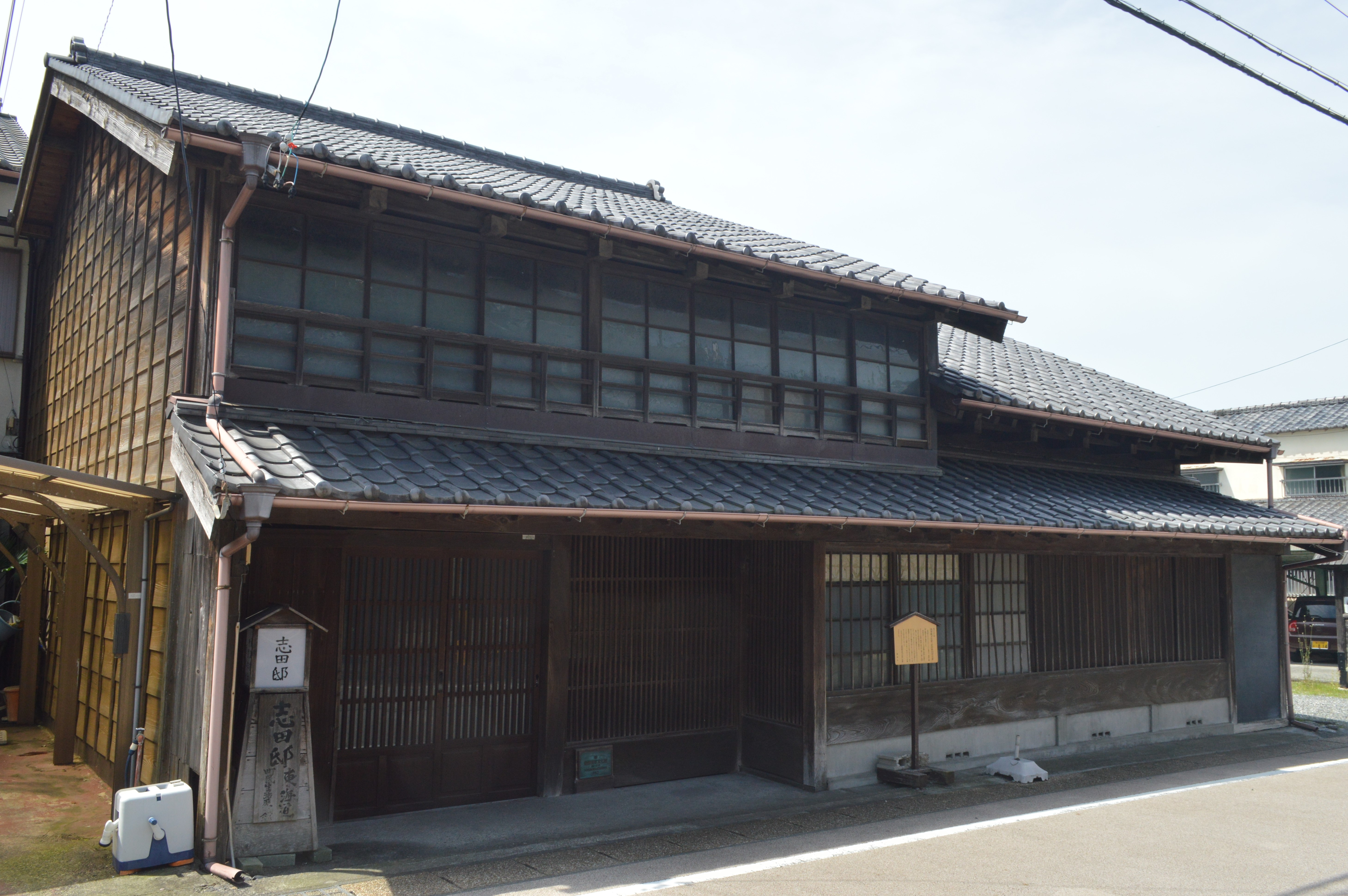
志田家住宅
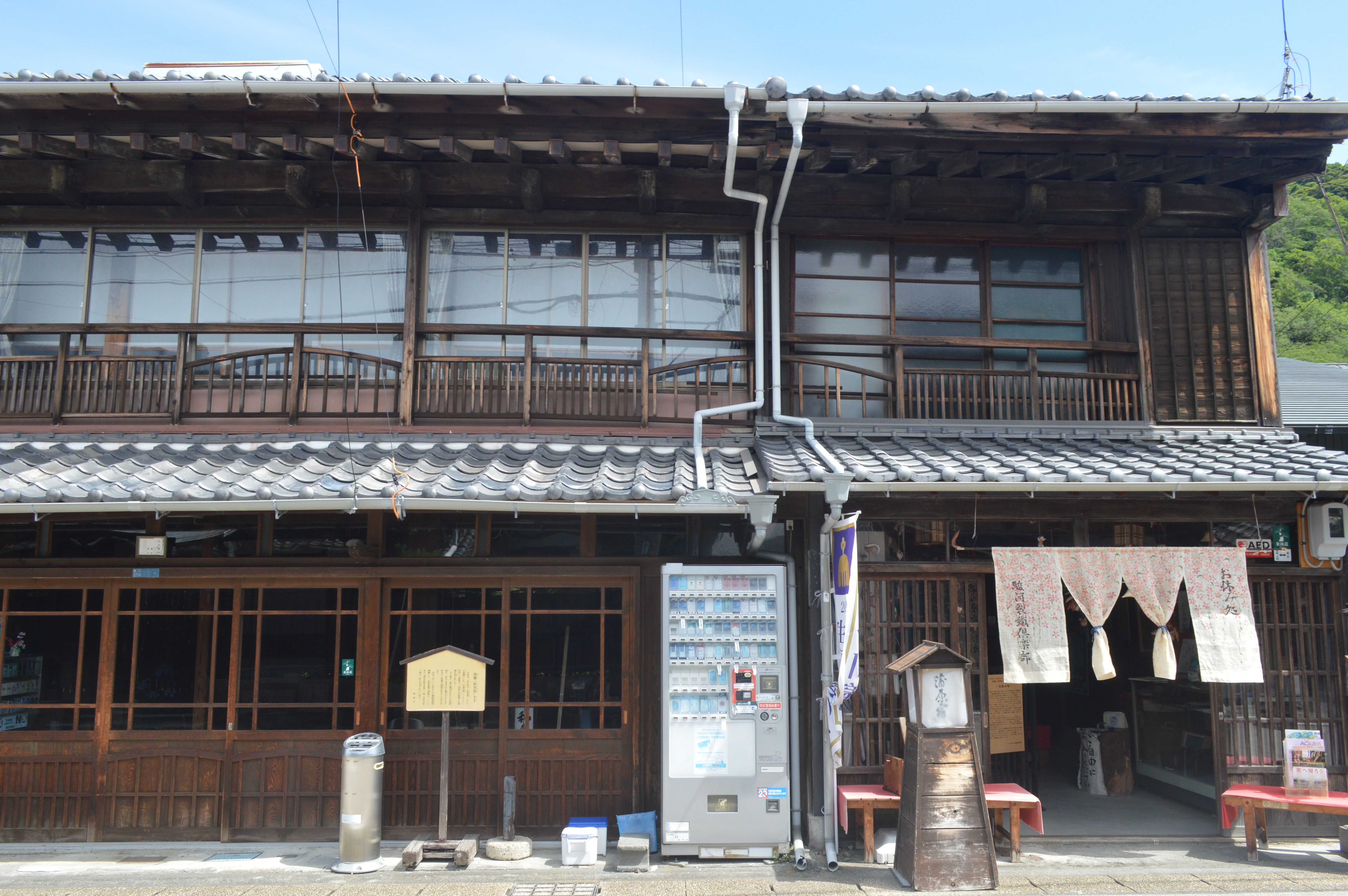
旧和泉屋（お休み処）
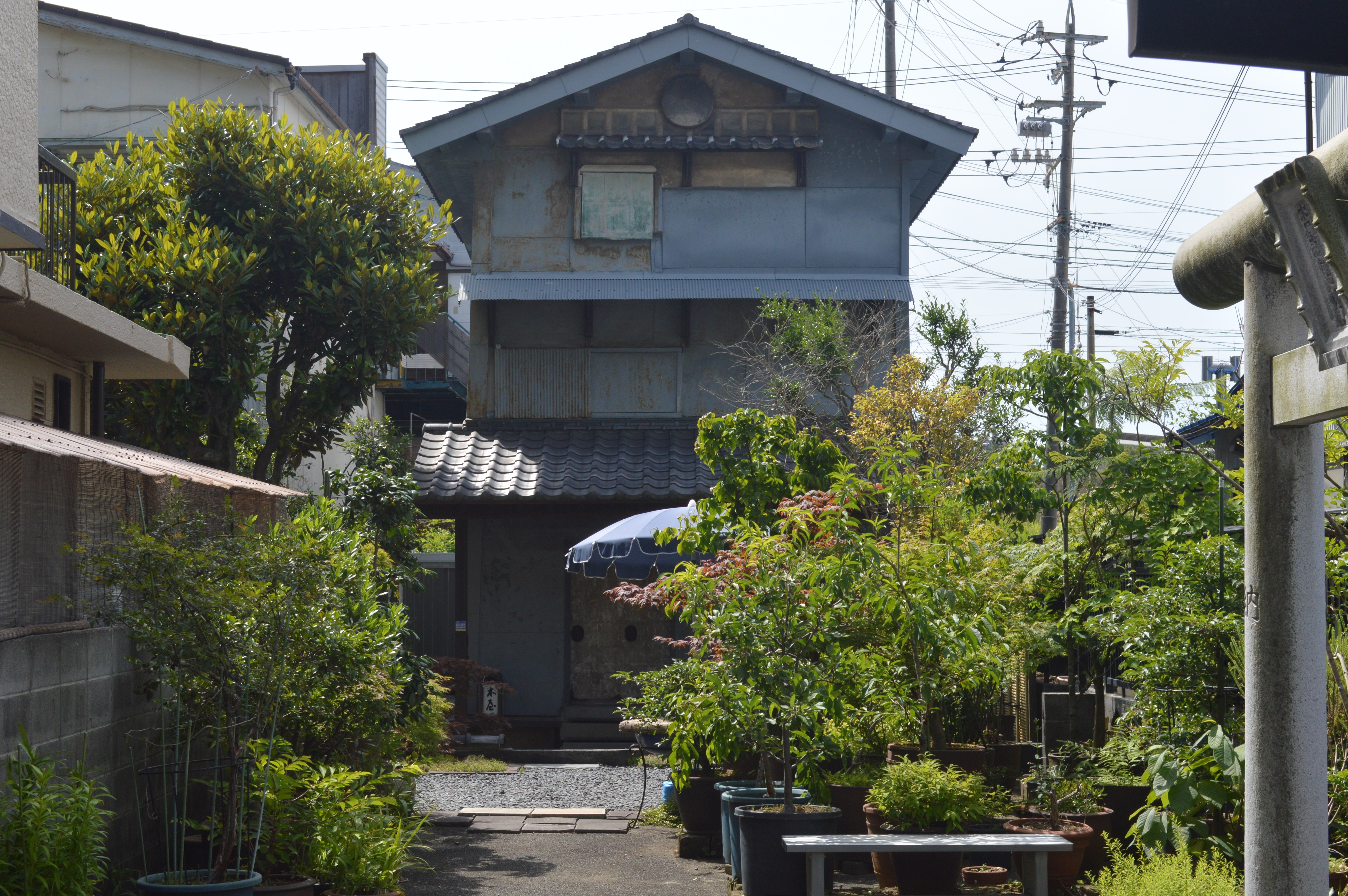
木屋江戸資料館

## 出身者
- 久保田利伸 - ミュージシャン。
- 広瀬哲朗 - プロ野球選手。
- くぼたまこと - 漫画家。
- 増田忠俊 - サッカー選手。
- 田中光常 - フリーカメラマン。田中光顕伯爵の孫。
- 平山佐知子 - フリーアナウンサー、政治家（参議院議員）。